# Baska
Baska è una suddivisione dell'India, classificata come census town, di 4.980 abitanti, situata nel distretto di Bardhaman, nello stato federato del Bengala Occidentale. In base al numero di abitanti la città rientra nella classe VI (meno di 5.000 persone).

## Geografia fisica
La città è situata a 23° 34' 15 N e 87° 10' 30 E.

## Società

### Evoluzione demografica
Al censimento del 2001 la popolazione di Baska assommava a 4.980 persone, delle quali 2.709 maschi e 2.271 femmine. I bambini di età inferiore o uguale ai sei anni assommavano a 474, dei quali 243 maschi e 231 femmine. Infine, coloro che erano in grado di saper almeno leggere e scrivere erano 3.627, dei quali 2.195 maschi e 1.432 femmine.